# Potsdam Wissenschaftspark Golm (stacja kolejowa)
Potsdam Wissenschaftspark Golm – stacja kolejowa w Poczdamie, w kraju związkowym Brandenburgia, w Niemczech. Znajdują się tu 2 perony.